# Logan Costa
Logan Costa (Saint-Denis, 1 de abril de 2001) é um futebolista cabo-verdiano que atua como zagueiro. Atualmente defende o Villarreal e a Seleção Cabo-Verdiana.

## Carreira em clubes
Após jogar por ASC Val d'Argenteuil e RSF Argenteuil ainda na base, Logan Costa foi para o Stade de Reims em 2016, sendo promovido ao time reserva em 2018–19 e virando capitão na temporada seguinte. Chegou a ser relacionado para alguns jogos do time principal do Reims durante o período, mas não entrou em campo nenhuma vez.
Para a temporada 2020–21, o zagueiro foi emprestado ao Le Mans, que havia sido rebaixado da Ligue 2 para o Championnat National (terceira divisão), tendo atuado em 26 partidas, mas o clube não obteve a vaga nos playoffs de acesso. Reintegrado ao elenco do Reims, Costa recebeu uma proposta de renovação do contrato, porém recusou, alegando que queria mais tempo de jogo em outras equipes. Após receber propostas de equipes de França, Itália e Alemanha, decidiu permanecer no país de origem e assinou com o Toulouse em agosto de 2021. Sua estreia no Téfécé foi contra o Libourne, pela Copa da França, ajudando o clube a não levar gols. Sendo a quarta opção para a zaga (atrás de Rasmus Nicolaisen, Bafodé Diakité e Anthony Rouault), o zagueiro só jogaria 3 vezes no time principal durante a campanha na segunda divisão, e também participou de outras 3 partidas pela Copa da França (vencida pelo Toulouse), marcando um gol na competição, contra o Trélissac.

## Carreira internacional
Logan Costa defendeu as seleções Sub-16 e Sub-17, e embora fosse convocado para as equipes Sub-19 e Sub-20 dos Bleus, não chegaria a defendê-las em jogos oficiais em decorrência da pandemia de COVID-19.
Em março de 2022, foi convocado pela primeira vez para a seleção de Cabo Verde, fazendo sua estreia pelos Tubarões Azuis num amistoso contra Guadalupe.

## Títulos
Toulouse
- Ligue 2: 2021–22[20]
- Copa da França: 2021–22[21]